# 부산광역시금련산청소년수련원
부산광역시금련산청소년수련원(釜山廣域市金蓮山靑少年修練院)는 미래사회의 주인공이 될 청소년들의 꿈과 지혜와 용기 그리고 건강증진을 목적으로 설치된 청소년수련원의 효율적인 운영 및 유지관리에 관한 사무를 분장하는 부산광역시청의 사업소이다. 원장은 지방행정사무관으로 보한다.

## 설치 근거 및 소관 사무

### 설치 근거
- 「부산광역시 행정기구 설치 조례」 제38조제1항[2]

### 소관 사무
- 부산광역시금련산청소년수련원 조성·개발 및 시설의 유지관리에 관한 사항
- 수련활동의 기획·운영 및 프로그램 개발보급에 관한 사항
- 이용자에 대한 편의제공과 시설경비·보호에 관한 사항
- 기타 청소년수련원 운영에 관한 사항

## 연혁
- 1989년 1월 10일: 부산직할시황령산야영장관리사업소 설치.[3]
- 1994년 8월 1일: 부산직할시청소년수련소로 개편.[4]
- 1997년 12월 31일: 부산광역시금련산청소년수련소로 개편.[5]
- 2000년 3월 16일: 부산광역시금련산청소년수련원으로 개편.[6]